# جیمی کاسپر
جیمی کاسپر (فرانسوی: Jimmy Casper‎؛ زادهٔ ۲۸ مهٔ ۱۹۷۸) دوچرخه‌سوار اهل فرانسه است.
از باشگاه‌هایی که در آن رکاب زده‌است می‌توان به تیم دوچرخه‌سواری اگریتوبل، تیم دوچرخه‌سواری سوجاسون، آژ۲آر لا موندیال، سایکل کولستروپ، تیم دوچرخه‌سواری کوفیدیس، و تیم دوچرخه‌سواری اف‌دی‌جی اشاره کرد.